# Eugène Secrétan
Ne doit pas être confondu avec Eugène Secretan.
Pour les articles homonymes, voir Secrétan.
Pierre-Eugène Secrétan appelé couramment Eugène Secrétan, est un industriel, né à Saulx en 1836, décédé en 1899 à Paris, pionnier de l'industrie du cuivre et créateur de l'usine d'électrométallurgie de Dives-sur-Mer. Sa collection d'œuvres d'art fut vendue lors d'une célèbre vente en 1889.

## Biographie
D'origine modeste (son père était chef-cantonnier) et originaire de Saulx, c'est un autodidacte. Doué des qualités de technicien et à force d'un travail acharné, il devient un des spécialistes français du traitement des métaux non ferreux.
La fin du Second Empire le trouve à la tête de la « Société industrielle et commerciale des métaux », comprenant six sociétés et plus de 3 000 employés. Ces sociétés sont spécialisées dans l'exploitation du cuivre, du plomb et de l'étain. 
En 1878, il est l'un des donateurs du cuivre ayant servi à fondre la statue de la Liberté (300 tonnes offertes) et est nommé chevalier de la Légion d'honneur.
Attiré par la spéculation, Secrétan commence à se faire la main sur l'étain et sur le plomb dans le quatrième trimestre de l'année 1886. Puis il découvre que les stocks mondiaux de cuivre ont été réduits à 40 000 tonnes et que les cours sont tombés sous les 36 livres sterling la tonne. Il se nantit d'une soixantaine de millions pour contrôler les stocks, internes avec l'aide d'un groupe de financiers. En trois mois les cours remontent à 84 livres la tonne. Il noue ensuite une alliance avec des producteurs anglais, américains, suédois et espagnols, qui lui assurent trois ans de production et l'équivalent de l'offre mondiale, soit 540 000 tonnes. À la suite des plus importantes spéculations financières de toute l'histoire de la production du cuivre, il fait faillite en 1889 et se sépare de son importante collection d'art (vente Secrétan, chez Charles Sedelmeyer). 
Complètement ruiné, il arrive à convaincre l'ingénieur britannique de Leeds, Elmore, qui vient de mettre au point un nouveau procédé de fabrication de tubes en cuivre par électrolyse, de lui confier l'exploitation de son brevet en France. Elmore crée à Londres la « Elmore's French Patent Copper Depositing Company limited », au capital de 5 millions de francs, et dont le directeur technique est Secrétan. Comme les saumons de cuivre et le charbon pour alimenter la centrale électrique arrivent d'Angleterre au port du Havre, il décide en 1890 d'implanter l'usine métallurgique à Dives-sur-Mer, où se trouve un port pour recevoir la matière première et exporter les produits finis.
L'usine comprend une fonderie des saumons de cuivre, un atelier de fabrication comprenant 144 cuves d'électrolyse, un atelier d’étirage et des magasins de stockage. Cependant, le port de Dives s'avère incapable de recevoir les bateaux venant du Havre ; les produits transitent donc par le port de Deauville et sont transportés par la nouvelle ligne de chemin de fer Dives—Deauville.
Dès le départ, Secrétan juge les investissements trop faibles, et à la suite de l'échec d'une augmentation de capital en 1892, la société est mise en liquidation, ce qui permet à Secrétan de reprendre l'affaire à son compte. Secrétan devient alors seul propriétaire de la nouvelle « Société d’électrométallurgie de Dives ». Il introduit des techniques inédites comme la fabrication de laiton ou encore le laminage pour la fabrication de plaques en cuivre et le tréfilage pour la fabrication de fil de cuivre.
Lors du décès de Secrétan en 1899, l'usine produit 5 500 tonnes de cuivre transformé contre 1 300 en 1894.

### Sources
- Jean Quellien (dir.) Une usine et des hommes, Dives-sur-Mer, éditions Les Cahiers du Temps (2003)
- Pamella Guerdat, Pratique de la collection et mondes de l'art à Paris : Pierre-Eugène Secrétan, le profil d'un amateur entre marché de l'art et musée, 2011, Paris : Ecole du Louvre ; Neuchâtel : Université de Neuchâtel, 2011.